# Сан Рафаел лос Лирос, Ранчо Хесус Лопез (Ометепек)
Сан Рафаел лос Лирос, Ранчо Хесус Лопез (шп. San Rafael los Liros, Rancho Jesús López) насеље је у Мексику у савезној држави Гереро у општини Ометепек. Насеље се налази на надморској висини од 409 м.

## Становништво
Према подацима из 2010. године у насељу су живела 3 становника.

### Хронологија
| Година       | 2000       | 2005 | 2010 |
| ------------ | ---------- | ---- | ---- |
| Становништво | 15 (9 / 6) | 1    | 3    |

### Попис
| # | Индикатор                     | Вредност |
| - | ----------------------------- | -------- |
| 1 | Укупно домаћинстава           | 1        |
| 2 | Укупно насељених домаћинстава | 1        |
| 3 | Величина локације             | 1        |